# Microzogus insolens
Microzogus insolens är en skalbaggsart som beskrevs av Henry Clinton Fall 1905. Microzogus insolens ingår i släktet Microzogus och familjen trägnagare. Inga underarter finns listade i Catalogue of Life.